# Neoscelis
Neoscelis is een geslacht van kevers uit de familie bladsprietkevers (Scarabaeidae). Het geslacht werd voor het eerst wetenschappelijk beschreven in 1897 door Schoch.

## Soorten
- Neoscelis coracina Mudge & Ratcliffe, 2003
- Neoscelis dohrni (Westwood, 1855)
- Neoscelis longiclava Morón & Ratcliffe, 1989